# КК Слован
Кошаркашко друштво Слован је словеначки кошаркашки клуб из Љубљане. Тренутно се такмичи у Првој лиги Словеније.

## Историја
КД Слован основао је 1951. Стане Урек у једној средњој школи под именом КК „Пољане“. Исте године клуб добија лиценцу да може учествовати у званичним такмичењима, након само неколико дана клуб организује такмичење на које позива и два тадашња словеначка прволигаша КК Рудар Трбовље и КК Крка. Клуб је играо у свим лигама бивше Југославије и један је од најбољих словеначких кошаркашких клубова. Слован је одиграо укупно шест сезона у регионалној Јадранској лиги. КК Пољане је било прво име клуба, а након тога је мењано више пута, био је КК Крим, КК Славија, КК Одред и коначно КД Слован. Како је главни спонзор клуба компанија Геоплин, клуб сада носи име Геоплин Слован.

## Успеси
- Прва лига Словеније
  - Вицепрвак (2): 2004/05, 2005/06

- Куп Словеније
  - Финалиста (1): 2003

- Одиграо 6 сезона у Јадранској лиги

## Познати бивши играчи
| - Мирза Бегић - Владимир Боиса - Горан Драгић - Бенџамин Езе - Јака Клобучар - Јака Лакович - Марко Маравич - Стипе Модрић - Сашо Ожболт - Емир Прелџић |  | - Сумаила Самаке - Урош Слокар - Николоз Цикишвили - Само Удрих - Јан Весели - Гашпер Видмар - Аигарс Витолс - Жељко Загорац - Јуре Здовц - Миха Зупан |